# Bibliografia da sociologia
Esta bibliografia da sociologia lista algumas publicações notáveis no campo da sociologia, incluindo suas várias subáreas. Não é abrangente e continua a ser desenvolvido. Também inclui uma série de trabalhos que não são de autoria de sociólogos, mas são relevantes para o campo, como a teoria social, ciência política, história, direito, psicologia, administração e antropologia.

## Obras fundacionais da Sociologia
Obras abordando questões relacionadas à sociedade existem desde a Antiguidade. Inclusive, há sociólogos que defendem que um dos primeiros registros escritos da palavra "sociologia" teria sido em textos do Abbé Sieyès.
Parte relevante dos teóricos que se ocupam da história da formação do campo sociológico atribui ao pensamento do francês Auguste Comte como uma das principais responsáveis pela sistematização fundadora da Sociologia quando no 4º volume de seu Curso de Filosofia Positiva passou a tratar de "uma física sobre a sociedade".

### Bibliografia cronológica

#### Século XIX (Desde o início até 1899)
- Auguste Comte, Cours de philosophie positive, 1839 (publicação do 4º volume - originalmente em francês);[2]
- Auguste Comte, Cours de philosophie positive, 1842 (publicação do 5º volume - originalmente em francês);
- Auguste Comte, Cours de philosophie positive, 1842 (publicação do 6º volume - originalmente em francês);
- Friedrich Engels, Die Lage der arbeitenden Klasse in England, 1845 (publicação original em alemão);
- Karl Marx e Friedrich Engels, Die deutsche Ideologie, 1846 (publicação original em alemão);[5]
- Karl Marx e Friedrich Engels, Manifest der Kommunistischen Partei, 1848 (publicação original em alemão);[5]
- Adolphe Quételet, Du système social et des lois qui le régissent, 1848 (publicação original em francês);
- Frédéric Le Play, Les Ouvriers européens: Études sur les travaux, la vie domestique et la condition morale des populations ouvrières de l’Europe, précédée d’un exposé de la méthode d’observations, 1855 (publicação original em francês);
- Frédéric Le Play, La Réforme sociale en France déduite de l’observation comparée des peuples européens, 1864 (publicação original em francês);
- Karl Marx, Das Kapital: Kritik der politischen Ökonomie, 1867 (publicação original em alemão);[5]
- François-Marguerite Barrier, Principes de sociologie, 1867 (publicação original em francês);[6]
- Frédéric Le Play, L’Organisation du travail selon la coutume des ateliers et la loi du Décalogue. Avec un précis d’observations comparées sur la distinction du bien et du mal dans le régime du travail, les causes du mal actuel et les moyens de réforme, les objectifs et les réponses, les difficultés et les solutions, 1870 (publicação original em francês);
- Frédéric Le Play, L’Organisation de la famille selon le vrai modèle signalé par l’histoire de toutes les races et de tous les temps, 1871 (publicação original em francês);
- Aníbal Falcão, Fórmula da Civilização Brasileira, 1873 (publicação original em português);[7]
- Herbert Spencer, The Principles of Sociology, 1876 (publicação original em inglês);
- Gumersindo de Azcárate, Estudios económicos y sociales, 1876 (publicação original em castelhano);[8]
- Gustave Le Bon, L'Homme et les sociétés, 1881 (publicação original em francês);
- Ludwig Gumplowicz, Der Rassenkampf, soziologische Untersuchungen, 1883 (publicação original em alemão);
- Lester Frank Ward, Dynamic Sociology. Or Applied social science as based upon statical sociology and the less complex sciences, 1883 (publicação do 1º volume originalmente em inglês);
- William Graham Sumner, What Social Classes Owe to Each Other, 1883 (publicação original em inglês);
- Enrico Ferri, Sociologia criminale, 1884 (publicação original em italiano);
- Tobias Barreto, Glosas heterodoxas a um dos motes do dia, ou variações anti-sociológicas, 1884 (publicação da 1ª parte - original em português);[9]
- Ludwig Gumplowicz, Grundriss der Soziologie, 1885 (publicação original em alemão);
- Carlos Lissón, Breves apuntes sobre la Sociología del Perú en 1886, 1887 (publicação original em castelhano);[10]
- Tobias Barreto, Glosas heterodoxas a um dos motes do dia, ou variações anti-sociológicas, 1887 (publicação da 2ª parte - original em português);[9]
- Ferdinand Tönnies, Gemeinschaft und Gesellschaft, 1887 (publicação original em alemão);
- Manuel Sales y Ferré, Tratado de Sociología, 1889 (publicação do 1º tomo originalmente em castelhano);[8]
- Gabriel Tarde, Les Lois de l’imitation: étude sociologique, 1890 (publicação original em francês);
- Georg Simmel, Über sociale Differenzierung, 1890 (publicação original em alemão);
- Gumersindo de Azcárate, Concepto de la Sociología, 1891 (publicação original em castelhano);[8][11]
- Gabriel Tarde, Études pénales et sociales, 1892 (publicação original em francês);
- Ludwig Gumplowicz, Die soziologische Staatsidee, 1892 (publicação original em alemão);
- Scipio Sighele, La coppia criminale: psicologia degli amori morbosi, 1892 (publicação original em italiano);
- Émile Durkheim, De la division du travail social, 1893 (publicação original em francês);
- Gabriel Tarde, Les Transformations du droit: étude sociologique, 1893 (publicação original em francês);
- Guglielmo Ferrero, I simboli: In rapporto alla storia e filosofia del diritto, alla psicologia e alla sociologia, 1893 (publicação original em italiano);
- Albion Small e George E. Vincent, An Introduction to the Study of Society, 1894 (publicação original em inglês);
- Javier Prado y Ugarteche, Estado Social del Perú durante la dominación española: Estudio histórico-sociológico, 1894 (publicação original em castelhano)[10]
- Émile Durkheim, Les règles de la méthode sociologique, 1895 (publicação original em francês);
- Gabriel Tarde, Essais et mélanges sociologiques, 1895 (publicação original em francês);
- Gabriel Tarde, La Logique sociale, 1895 (publicação original em francês);
- Gustave Le Bon, Psychologie des Foules, 1895 (publicação original em francês);
- Max Weber, Die sozialen Gründe des Untergangs der antiken Kultur. In: "Die Wahrheit". Band 3, H. 63, Fr. Frommanns Verlag, Stuttgart, pp. 57–77, 1896 (artigo publicado originalmente em alemão);
- René Worms, De Natura et Methodo Sociologiæ, 1896 (publicação original em latim);
- Werner Sombart, Sozialismus und soziale Bewegung, 1896 (publicação original em alemão);
- Joan Montseny i Carret, Sociología anarquista, 1896 (publicação original em castelhano;[8][12]
- Émile Durkheim, Le Suicide, 1897 (publicação original em francês);
- Joaquín Costa, Colectivismo agrario en España, 1897 (publicação original em castelhano);[8]
- Lester Frank Ward, Dynamic Sociology. Or Applied social science as based upon statical sociology and the less complex sciences, 1897 (publicação do 2º volume originalmente em inglês);
- Charles Cooley, The Process of Social Change, "Political Science Quarterly" 12, p. 63–81, 1897  (publicação original em inglês);
- Gabriel Tarde, Études de psychologie sociale, 1898 (publicação original em francês);
- Gabriel Tarde, Les Lois pénales: essai d'une sociologie, 1898 (publicação original em francês);
- Gabriel Tarde, Les Lois sociales: esquisse d'une sociologie, 1898 (publicação original em francês);
- Fausto Cardoso, Estudos de taxinomia social, 1898 (publicação original em português);[9]
- Lester Frank Ward, Outlines of Sociology, 1898 (publicação original em inglês);
- Juan Bautista Alberdi, Ensayos sobre la sociedad, los hombres y las cosas de Sudamérica, 1898 (publicação póstuma originalmente em castelhano);
- W. E. B. Du Bois, The Study of the Negro Problems, 1898 (publicação original em inglês);
- Ludwig Gumplowicz, Soziologische Essays, 1899 (publicação original em alemão);
- W. E. B. Du Bois, The Philadelphia Negro: A Social Study, 1899 (publicação original em inglês);
- Thorstein Veblen, The Theory of the Leisure Class: An Economic Study of Institutions, 1899 (publicação original em inglês);
- Adolfo Posada, La sociología en España, Boletín de la Institución Libre de Enseñanza, 1899 (publicação original em castelhano).[8]

#### Décadas 1900 e 1910
- Justo Sierra Méndez, México: Su evolución social, 1902 (publicação do 1º volume do tomo I originalmente em castelhano);[13]
- Justo Sierra Méndez, México: Su evolución social, 1901 (publicação do tomo II originalmente em castelhano);[13]
- Marcel Mauss e Paul Fauconnet, Sociologie, "la Grande Encyclopédie", vol. 30, Société anonyme de la Grande Encyclopédie, Paris, 1901 (publicação original em francês);
- Justo Sierra Méndez, México: Su evolución social, 1902 (publicação do 2º volume do tomo I originalmente em castelhano);[13]
- Werner Sombart, Der moderne Kapitalismus, 1902 (publicação do 1º e 2º volumes originalmente em alemão);
- Carlos Octavio Bunge, Nuestra América, 1903 (publicação original em castelhano)[10]
- Max Weber, Die ‚Objektivität‘ sozialwissenschaftlicher und sozialpolitischer Erkenntnis, 1904 (publicação original em alemão);
- Max Weber, Die protestantische Ethik und der 'Geist' des Kapitalismus, 1904 (publicação original em alemão);
- Takebe Tongo, Riron Futsu Shakaigaku, 1906 (publicação do 1º volume originalmente em japonês);[14]
- Werner Sombart, Das Proletariat. Bilder und Studien, 1906 (publicação original em alemão);
- Marianne Weber, Beruf und Ehe, 1906 (publicação original em alemão);
- Vilfredo Pareto, Manuale di economia politica con una introduzione alla scienza sociale, 1906 (publicação original em italiano);
- Marianne Weber, Ehefrau und Mutter in der Rechtsentwicklung, 1907 (publicação original em alemão);
- Ferdinand Tönnies, Die soziale Frage (bis zum Weltkriege), 1907 (publicação original em alemão);
- Marianne Weber, Die Frage nach der Scheidung, 1909 (publicação original em alemão);
- Andrés Molina Enríquez, Los grandes problemas nacionales, 1909 (publicação original em castelhano);
- George Herbert Mead, Social Consciousness and the Consciousness of Meaning, 1910 (publicação original em inglês);
- George Herbert Mead, What Social Objects Must Psychology Presuppose, 1910 (publicação original em inglês);
- Marianne Weber, Autorität und Autonomie in der Ehe, 1912 (publicação original em alemão);
- Marianne Weber, Über die Bewertung der Hausarbeit, 1912 (publicação original em alemão);
- George Herbert Mead, The Mechanism of Social Consciousness, 1912 (publicação original em inglês);
- José Ingenieros, Sociología Argentina, 1913 (publicação original em castelhano);
- George Herbert Mead, The Social Self, 1913 (publicação original em inglês);
- Marianne Weber, Frauen und Kultur, 1913 (publicação original em alemão);
- Werner Sombart, Studien zur Entwicklungsgeschichte des modernen Kapitalismus, 1913 (publicação original em alemão);
- Émile Durkheim, La Sociologie, 1915 (publicação original em francês);
- Vilfredo Pareto, Trattato di sociologia generale, 1916 (publicação original em italiano);
- Valentín Letelier, Génesis del Estado y de sus instituciones fundamentales, 1917 (publicação original em castelhano);[15]
- Ziya Gökalp, Türkleşmek, İslamlaşmak, Muasırlaşmak, 1918 (publicação original em turco);
- Mehmed Sabahaddin, Mesleki Itimai ve Programi, 1918 (publicação original em turco);
- Laureano Vallenilla Lanz, Cesarismo democrático, estudio sobre las bases sociológicas de la Constitución efectiva de Venezuela, 1919 (publicação original em castelhano);
- Max Weber, Wissenschaft als Beruf, 1919 (publicação original em alemão);
- Max Weber, Politik als Beruf, 1919 (publicação original em alemão).